# Nidia Morrell
Nidia Irene Morrell (Mar del Plata, 3 de julio de 1953) es una astrónoma argentina que actualmente trabaja como personal estable del Observatorio Las Campanas, en La Serena (Chile). Fue miembro del grupo de investigación Massive Stars liderado por Virpi Niemela y del proyecto de herencia del Hubble. Profesionalmente, es conocida por sus numerosas contribuciones relacionadas con la astrofísica de estrellas masivas. Participa de la búsqueda sistemática de variaciones de brillo en objetos estelares, lo que le ha permitido ser parte de la observación histórica de un candidato a objeto de Thorne-Żytkow. También fue miembro del equipo que descubrió a la supernova ASASSN-15lh.

## Trayectoria
Nidia realizó sus estudios de astronomía en la Universidad Nacional de La Plata; obteniendo el grado de Licenciada en 1977 y el Doctorado en 1984. Recibió una beca posdoctoral (1989-1990) patrocinada por CONICET Argentina para realizar investigación en Estados Unidos, en el Kitt Peak National Observatory bajo el asesoramiento de Helmut Abt. De regreso en Argentina, investigó y enseñó en la Facultad de Ciencias Astrónomicas y Geofísicas de la UNLP (ver Observatorio Astronómico de La Plata).
Focalizó su trabajo en estrellas de tipo temprano (mayormente las estrellas O y Wolf-Rayet), en regiones de formación estelar y estrellas binarias de grandes masas, también llamadas "masivas". Ese tipo de estrellas consume rápidamente su combustible, y finaliza su existencia con una gran explosión: una supernova.
En La Plata, Nidia fue miembro del grupo de investigación Massive Stars liderado por Virpi Niemela. Nidia y Virpi formaron parte del proyecto de herencia del telescopio espacial Hubble (Hubble heritage project) que generó recursos educativos de amplia difusión. Entre 1996 y 2001 Nidia ha sido representante de Argentina y consejera científica ante el Observatorio Gemini Sur (Gemini consta de dos telescopios de 8 metros de diámetro cada uno; uno en el hemisferio Norte, en Hawái y otro en el hemisferio Sur, en Chile).
Se mantuvo durante años como una de las principales usuarias del telescopio de 2.15 m de diámetro "Jorge Sahade", del Complejo Astronómico El Leoncito (CASLEO). Cuenta que fue a observar muchísimas veces, y muchos estudiantes, que ahora son astrónomos y profesores, hicieron con ella sus primeras observaciones en El Leoncito.

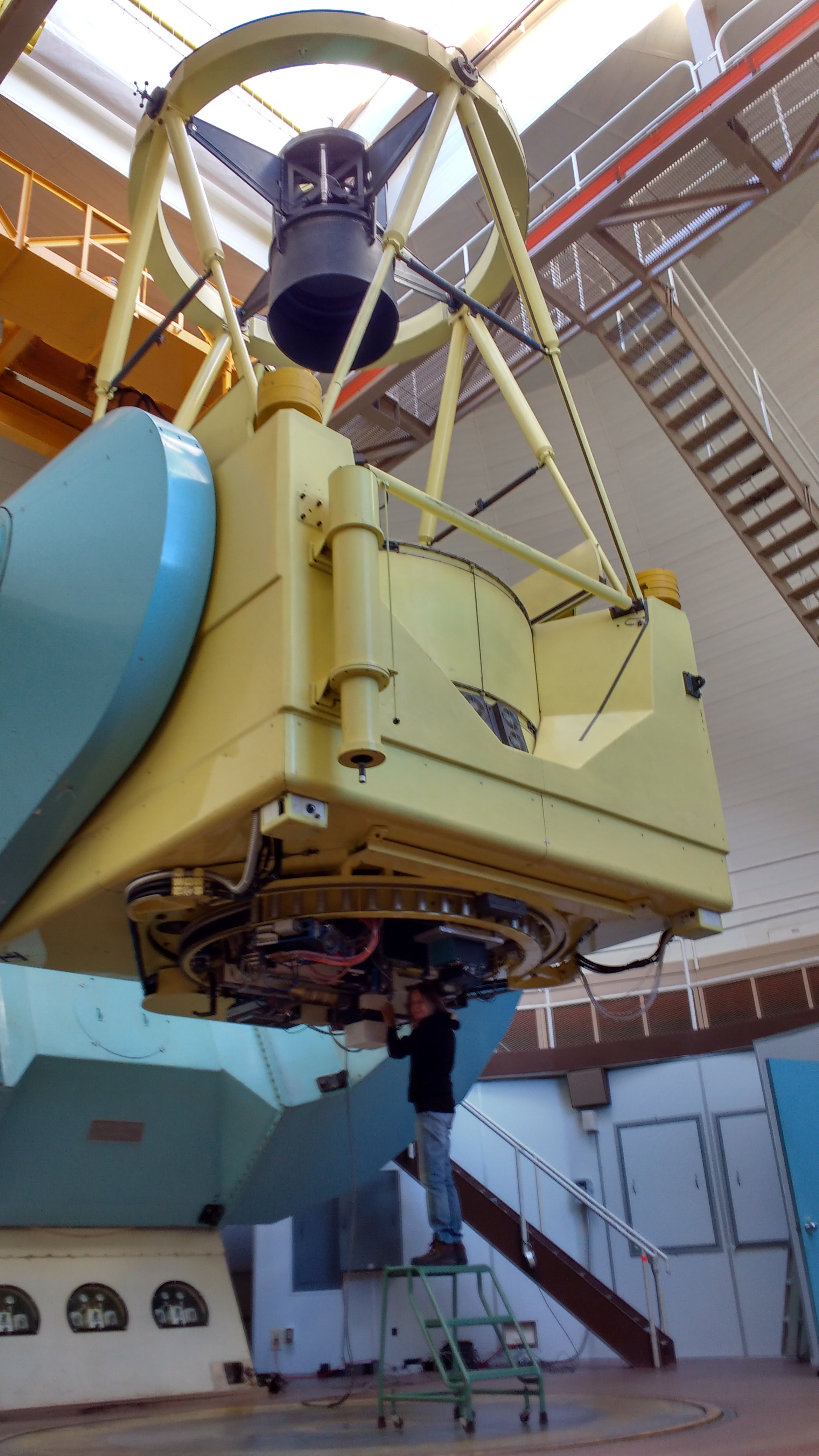
Nidia Morrell apuntando un telescopio.

A fines de 2002, Nidia se unió al equipo científico del Observatorio Las Campanas y, posteriormente, al Proyecto Carnegie Supernova (como investigador a tiempo parcial), mientras continúa colaborando en estudios de estrellas masivas. También fue docente visitante de la Universidad Autónoma de Honduras y de la Universidad Autónoma de Nicaragua.
En el 2006 se radicó en La Serena, Chile para continuar sus investigaciones. Entre sus observaciones más destacadas, participó en el descubrimiento de ASASSN-15lh, la supernova más brillante jamás detectada.
Durante la última década, Nidia también ha participado en comités de Asignación de tiempo de observación chileno  donde aporta sus conocimientos  sobre el instrumental y procedimientos para la observación astronómica.
En 2009 participó del vídeo documental realizado por Ricardo Benítez, "El silencio de las Campanas", que busca difundir el diario trajinar de los astrónomos y las astrónomas en un observatorio de alto nivel.
En 2014 fue una de las protagonistas de la detección de una posible estrella híbrida u objeto de Thorne-Zytkow, que había sido un postulado teórico durante años. Dicho descubrimiento involucró al telescopio Magallanes. Las características químicas de esta estrella, cuyo nombre individual es HV 2112, se estudiaron mediante técnicas de espectroscopía, en las cuales Nidia es experta.  
En 2023 la foto de Nidia fue publicada en un artículo del New York Times, sobre las facilidades en Atacama: "El futuro de los telescopios gigantescos está en un desierto chileno".  
Algunas ideas de Nidia  
Nidia siempre ha motivado a los estudiantes, de cualquier edad, para que participen en proyectos científicos. Por otro lado, acompaña iniciativas profesionales que plantean la relevancia de respetar el cielo como patrimonio de la humanidad.
"Si bien en ninguna parte del mundo abundan los recursos, yo diría que la ciencia pasa por un momento maravilloso, donde la colaboración internacional es más clara y más fluida que nunca (sobre todo por la facilidad de compartir la información y los conocimientos a través de Internet)."
Nidia es una acérrima defensora el uso de software libre, el libre conocimiento, y de la igualdad e inclusión de todos los seres humanos. También se ha mantenido en colaboración con astrónomos aficionados que aportan a la búsqueda de supernovas desde sus propios hogares.
"Llevo una vida entera con la Astronomía", dice. "Tal vez ése sea el mayor logro, el cumplimiento de una vocación, aunque otras cosas de la vida no hayan salido bien, el poder dedicarse a algo que a uno le gusta tanto, es un logro valioso, un privilegio, si se quiere".
Las anécdotas de Nidia también resonaron en el Acto Aniversario por los 150 años de la fundación del Observatorio Astronómico de Córdoba, donde disertó sobre las colaboraciones entre astrónomos argentinos en diversas épocas. 

## Reconocimientos
Los colegas de Nidia reconocen su pasión (casi romántica) por la astronomía. La dedicación y paciencia para con los estudiantes y aprendices la convierte en una mentora muy querida. A su vez, ha colaborado generosamente en la obtención de una enorme cantidad de datos observacionales. Por ello se realizó la conferencia internacional sobre Estrellas Masivas y Supernovas en celebración de su cumpleaños número 65. El evento se desarrolló del 5 al 9 de noviembre de 2018, en la ciudad de San Carlos de Bariloche, Argentina, con el apoyo institucional de la Universidad Nacional de Río Negro (UNRN), la Facultad de Ciencias Astronómicas y Geofísicas de la Universidad Nacional de La Plata (FCAG-UNLP), la Asociación Argentina de Astronomía, The Carnegie Institution, y la Municipalidad de Bariloche.
Tanto por los logros científicos de la Dra. Nidia Morrell, como por su carisma, en el transcurso de esta reunión se le anunció que la Unión Astronómica Internacional ha decidido que un asteroide (Minor Planet 25906) sea nombrado en su honor.